# Bettina Hoy
Bettina Hoy, nata Overesch-Böker (Rheine, 7 novembre 1962), è una cavallerizza tedesca, specializzata in concorso completo, vincitrice di una medaglia di bronzo ai Giochi olimpici di Los Angeles 1984 con il cavallo Peacetime.

## Carriera
Ha preso parte a tre edizioni dei Giochi olimpici con la squadra tedesca vincendo a 21 anni durante la sua prima olimpiade la medaglia di bronzo. Nel 2004, ad Atene, è stata ad un passo dal conquistare due medaglie nell'individuale e nel concorso a squadre ma, a causa di una penalità inflittale per la partenza anticipata del proprio cavallo, è retrocessa in classifica scivolando oltre la zona del podio. Con i cavalli Watermill Stream, Ringwood Cockatoo, Designer 10 e Seigneur Medicott ha conquistato medaglie ai campionati mondiali, europei e nazionali.
È stata sposata fino al 2011 con il cavaliere australiano Andrew Hoy.

## Palmarès
| Anno | Manifestazione  | Sede                 | Evento      | Risultato | Prestazione | Note |
| ---- | --------------- | -------------------- | ----------- | --------- | ----------- | ---- |
| 1984 | Giochi olimpici | Los Angeles          | Individuale | 14º       | -79.60      |      |
| 1984 | Giochi olimpici | Los Angeles          | Squadre     | Bronzo    | -234.00     |      |
| 1984 | Mondiali        | L'Aia                | Individuale | 7º        | -           |      |
| 1984 | Mondiali        | L'Aia                | Squadre     | Bronzo    | -           |      |
| 1996 | Giochi olimpici | Atlanta              | Squadre     | 9º        | -1,204.15   |      |
| 1997 | Europei         | Burghley             | Individuale | Oro       | -           |      |
| 2002 | Mondiali        | Jerez de la Frontera | Individuale | 13º       | -           |      |
| 2004 | Giochi olimpici | Atene                | Individuale | 9º        | -55.6       |      |
| 2004 | Giochi olimpici | Atene                | Squadre     | 4º        | -147.8      |      |
| 2005 | Europei         | Blenheim             | Squadre     | Bronzo    | -           |      |
| 2006 | Mondiali        | Aquisgrana           | Squadre     | Oro       | -           |      |
| 2007 | Europei         | Pratoni del Vivaro   | Individuale | Bronzo    | -           |      |
| 2017 | Europei         | Strzegom             | Squadre     | Argento   | -           |      |

## Coppe nazionali
- 4 volte campionessa nazionale di concorso completo (2002, 2004, 2006, 2017) e 2 volte medaglia di bronzo (1983, 1995).